# گناه فرشته
گناه فرشته مجموعه نمایش خانگی ایرانی در ژانر درام اجتماعی به کارگردانی و نویسندگی حامد عنقا است. که شهاب حسینی، امیر آقایی، لادن مستوفی، مهدی سلطانی، پردیس پورعابدینی و بهروز رضوی در آن به ایفای نقش پرداخته‌اند. این مجموعه نمایشی از ۱ دی ۱۴۰۲ در سامانهٔ نمایش درخواستی، فیلیمو پخش شد.

## خلاصه داستان
داستان سریال دربارهٔ یک زوج وکیل است که یکی از آنها، مهتاب محتشم (لادن مستوفی) در پرونده‌های قتل تبحر دارد و دیگری حامد تهرانی (شهاب حسینی) از وکلای سرشناس در حوزه پرونده‌های اقتصادی و فرزند عماد تهرانی است. آنها در پرونده قتل یک چهره معروف به نام عشیری روبروی هم قرار می‌گیرند.

## بازیگران
| ‎بازیگر             | ‎نقش               |
| شهاب حسینی         | حامد تهرانی       |
| امیر آقایی         | نوید عشیری        |
| لادن مستوفی        | مهتاب محتشم       |
| مهدی سلطانی        | مشفق              |
| پردیس پورعابدینی   | فرشته خادم        |
| بهروز رضوی         | عمادالدین تهرانی  |
| فرید سجادی حسینی   | عنایت خادم        |
| آشا محرابی         | فروزان            |
| دیبا زاهدی         | نازلی             |
| جمشید گرگین        | منوچهر متین دفتری |
| سید مهرداد ضیایی   | جمیلی             |
| جعفر دهقان         | حجت               |
| فخرالدین صدیق شریف | امیر عشیری        |
| سام کبودوند        | کامران رسولی      |
| نفس بازغی          | تینا تهرانی       |

## حواشی
- بعد از پخش قسمت اول سریال «گناه فرشته»، روزنامه کیهان نوشت: «یکی از سریال‌های در حال انتشار شبکه نمایش خانگی برای دو تن از شخصیت‌های به قتل رسیده سریال، نام پروانه دختر داریوش را انتخاب کرده است. (پروانه نام همسر داریوش فروهر بوده است)» کیهان این اتفاق را کنایه‌ای به قتل‌های زنجیره‌ای ایران دانسته و آن را یک «قید ضدامنیتی» خواند و خواستار برخورد با عوامل مجموعه نمایشی شد.[۱۵]
- در قسمت سوم سریال «گناه فرشته» تصویر شخصیت داستان، در چند عکس معروف به‌جای چهره‌هایی شامل نادر نادرپور، هوشنگ ابتهاج و محمدرضا شجریان جایگزین شده بود. در پی این رخداد «انجمن مبارزه با نشر جعلیات» در بیانیه‌ای ضمن اعلام اعتراض، با انتشار تصاویر استفاده‌شده در سریال «گناه فرشته» در کنار تصاویر اصلی بیان کرد: «ایجاد چنین تغییری در عکس اصلی، علاوه بر تحریف تاریخ، نمونه بارز نادیده‌گرفتن حقوق معنوی افراد حاضر در عکس و خانواده‌هایشان است.»[۱۶][۱۷][۱۸]